# Adenómero
Un adenómero del griego ἀδένος (adénos, "glándula"), es una estructura multicelular histológica, formada por células epiteliales, que se disponen de manera característica en cada tipo de glándula. Estas células elaboran una secreción que liberan hacia el lumen de la estructura.

## Estructura
Un adenómero glandular está constituido por muchas células epiteliales secretoras, en un grupo organizado con las características de un órgano. Esto implica como en todo órgano, características específicas: una estructura anatómica, una secreción, un sistema de conductos, una inervación y una circulación.

### Estructura secretora
El parénquima del adenómero es la parte secretora y principal de toda glándula, está conformada por las células del epitelio simple cúbico.

## Clasificación
Los adenómeros pueden ser clasificados según su morfología  como acinares, alveolares y tubulares.

### Acinos
Los acinos glandulares presentan forma de mora o racimo de uvas. 
La luz central es estrecha, casi inexistente. Las células acinares del epitelio cúbico secretor, están bien diferenciadas.

Su secreción es de tipo seroso y secretan enzimas.
La presencia de células mioepiteliales, que se encuentran por fuera de las células secretoras para "exprimir" el contenido de los acinos, es constante.
Ejemplo de este tipo de acinos son las glándulas sudoríparas.

### Alveolares
Los adenómeros con forma de alveolo, (del latín alveolus, cavidad), muestran forma de saco o bolsa.
Generalmente muestra tubulos rectos. Tienen células mioepiteliales. Su secreción es de tipo mucoso.

### Tubulares
Los adenómeros tubulares se caracterizan por su característica forma de tubo.
A menudo aparecen como mixtos (sero-mucoso).
En las glándulas salivales, hay estos tres tipos de adenómeros, según su secreción:
- Serosos
- Mucosos
- Mixtos con túbulos mucosos que en su porción final tiene unas células serosas que se llaman semilunares de Giannunzzio).